# Vance Astrovik
Vance Astrovik conosciuto come Justice e precedentemente noto come Marvel Boy, è un supereroe immaginario della Marvel Comics. Appartenente alla razza dei mutanti, possiede poteri telecinetici e la capacità di volare.

## Poteri e abilità
Justice è un mutante dotato di telecinesi. Può usare il suo cervello per spostare gli oggetti (fra cui sé stesso, essendo così in grado di volare ad alta velocità) e generare scariche esplosive.

## Versioni alternative
In una realtà alternativa (quella di Terra-691), con il nome di Vance Astro, diviene uno dei membri fondatori dei Guardiani della Galassia.